# Campeonato Timorense de Futebol - Segunda Divisão de 2022-23
A Liga Futebol Timor-Leste - Segunda Divisão de 2022-23 foi a 6ª edição oficial do segundo nível do Campeonato Timorense de Futebol. Foi organizada pela Federação de Futebol de Timor-Leste e contaria, neste ano, com 10 times participantes.
Planejada, inicialmente, para iniciar-se em dezembro de 2022, a liga foi postergada para fevereiro de 2023, sendo antecipada pela janela de transfência de jogadores entre os clubes.
A primeira partida da temporada foi realizada em 23 de fevereiro, entre as equipas do Santa Cruz e Marca FC. O campeão foi o DIT FC, que conquistou o título pela segunda vez e foi promovido para a primeira divisão, junto com o vice Marca FC.

## Equipes Participantes
Como não houve rebaixamento na temporada 2020-21, participariam nesta edição dez times: os oito clubes remanescentes da Segunda Divisão mais os dois clubes rebaixados da Primeira Divisão da temporada anterior.
Entretanto, as equipas do Boavista FC (recém-rebaixada) e do Sporting Clube de Timor (inativa) desistiram de participar do campeonato, sendo automaticamente rebaixadas e não sendo substituídas.
Desta forma, o torneio contou com a participação de apenas oito equipas, o menor número desde sua primeira edição, em 2016.
| Clube                             | Município | Cidade   | Em 2020-21               | Participações | Melhor resultado        |
| --------------------------------- | --------- | -------- | ------------------------ | ------------- | ----------------------- |
| A.S. Marca                        | Díli      | Díli     | 4º colocado (Grupo A)    | 2ª            | 4º colocado A (2020-21) |
| Boavista Futebol Clube Timor (R)  | Díli      | Díli     | 8º colocado (1ª Divisão) | 1ª            | Estreante               |
| DIT FC (R)                        | Díli      | Díli     | 7º colocado (1ª Divisão) | 3ª            | Campeão (2019)          |
| FC Fitun Estudante Lorosae (FIEL) | Díli      | Díli     | 5º colocado (Grupo A)    | 4ª            | 4º colocado A (2019)    |
| FC Nagardjo                       | Díli      | Díli     | 3º colocado (Grupo B)    | 6ª            | 2º colocado A (2017)    |
| Kablaki F.C.                      | Manufahi  | Same     | 6º colocado (Grupo B)    | 6ª            | 2º colocado A (2019)    |
| Lica-Lica Lemorai                 | Viqueque  | Viqueque | 4º colocado (Grupo B)    | 6ª            | 3º colocado B (2017)    |
| Santa Cruz F.C.                   | Díli      | Díli     | 5º colocado (Grupo B)    | 6ª            | 3º colocado A (2017)    |
| Sporting Clube de Timor           | Díli      | Díli     | 6º colocado (Grupo A)    | 5ª            | 3º colocado (2018)      |
| Zebra F.C.                        | Baucau    | Baucau   | 3º colocado (Grupo A)    | 5ª            | Vice-campeão (2016)     |

## Sistema de Disputa
As equipas jogam todas entre si em turno único. Ao término deste, as duas equipas que somarem mais pontos serão promovidas para a Primeira Divisão. Já as duas piores equipas em pontos/desistentes serão rebaixadas para a Terceira Divisão de 2024.

### Critérios de desempate
Ocorrendo igualdade em pontos ganhos entre 2 (dois) ou mais clubes aplicam-se, sucessivamente, os seguintes critérios técnicos de desempate:
- a) resultado do confronto direto
- b) maior saldo de gols
- c) maior número de gols marcados

## Classificação
| #  | Equipa            | J | V | E | D | GP | GC | SG  | Pts | Classificação                         |
| -- | ----------------- | - | - | - | - | -- | -- | --- | --- | ------------------------------------- |
| 1  | DIT FC (C)        | 7 | 6 | 1 | 0 | 25 | 7  | +18 | 19  | Promovidos para 1ª Divisão de 2024-25 |
| 2  | Marca FC (P)      | 7 | 6 | 1 | 0 | 10 | 3  | +7  | 19  | Promovidos para 1ª Divisão de 2024-25 |
| 3  | Zebra             | 7 | 2 | 2 | 3 | 8  | 9  | −1  | 8   | Salvos                                |
| 4  | Santa Cruz F.C.   | 7 | 2 | 2 | 3 | 9  | 12 | −3  | 8   | Salvos                                |
| 5  | FIEL FC           | 7 | 2 | 2 | 3 | 8  | 12 | −4  | 8   | Salvos                                |
| 6  | Lica-Lica Lemorai | 7 | 2 | 1 | 4 | 7  | 12 | −5  | 7   | Salvos                                |
| 7  | Nagardjo          | 7 | 1 | 3 | 3 | 9  | 12 | −3  | 6   | Salvos                                |
| 8  | Kablaki           | 7 | 1 | 0 | 6 | 7  | 16 | −9  | 3   | Salvos                                |
| 9  | Boavista (R)      | 0 | 0 | 0 | 0 | 0  | 0  | 0   | 0   | Rebaixados para 3ª Divisão de 2024-25 |
| 10 | Sporting (R)      | 0 | 0 | 0 | 0 | 0  | 0  | 0   | 0   | Rebaixados para 3ª Divisão de 2024-25 |

Última atualização em 1 de maio de 2023
Fonte: Sofascore
Regras para classificação: 1º pontos; 2º saldo de gols; 3º gols pró.
(C) = Campeão; (R) = Rebaixado; (P) = Promovido; (O) = Vencedor do play-off; (A) = Classificado para a próxima fase. 
Somente aplicável se a temporada não tiver terminado: 
(Q) = Classificado para a fase do torneio indicada; (TQ) = Classificado para o torneio, mas não para a fase indicada; (DQ) = Desclassificado do torneio.

## Premiação
| Campeonato Timorense - Segunda Divisão de 2022-23 |
| Timor-Leste                                       |
| ------------------------------------------------- |
| DIT FC Campeão (2º título)                        |

### Terceira Divisão
O torneio da Terceira Divisão seria realizado no segundo semestre de 2023, no entanto, não ocorreu.

## Ligações Externas
- Liga Timorense - Página oficial no Facebook